# Faryab (tỉnh)
Fāryāb (tiếng Ba Tư: فاریاب) là một trong 34 tỉnh của Afghanistan. Tỉnh lỵ là thành phố Maymana. Tỉnh có dân số gần 858.600 người, diện tích km2. Đa số dân là người Uzbek. Phía bắc giáp các tỉnh Mary và Lebap của Turkmenistan, phía nam giáp tỉnh Ghor, phía đông giáp các tỉnh Jowzjan và Sare Pol, phía tây giáp tỉnh Badghis.